# Aedes berlini
Aedes berlini är en tvåvingeart som beskrevs av Schick 1970. Aedes berlini ingår i släktet Aedes och familjen stickmyggor. Inga underarter finns listade i Catalogue of Life.